# Евангелатос, Антиохос
Антиохос Евангелатос (греч. Αντίοχος Ευαγγελάτος, 25 декабря 1903, Ликсури — 17 декабря 1981, Афины, Греция) — греческий композитор и дирижёр.

## Биография
Родился 25 декабря 1903 года в Ликсуре, на острове Кефалония. Получил академическое музыкальное образование как композитор и дирижёр в Лейпциге, Базеле и Вене с Людвигом Кофлером и Феликсом Вайнгартнером. С 1933 года преподавал в Греческой консерватории в Афинах. В 1957 году избран президентом Союза греческих композиторов, заменив на этом посту Манолиса Каломириса.
Творчество Антиохоса Евангелатоса композиционно основано на народной греческой музыке, её романтическом стиле, контрапункте. Как дирижеру в Греции, ему доверяли выполнение наиболее ответственных авторов, в частности Моцарта, а также многих новогреческих композиторов, в частности Спиридона Самараса, Дионисиоса Лаврангаса. Среди учеников Антиохоса Евангелатоса многие известные музыканты: Димитриос Даперголас, Ставрос Соломов и Элени Караиндру.
Антиохос Евангелатос умер 17 декабря 1981 в Афинах.